# 林丙修
林丙修，浙江省臺州府黃巖縣人，清朝政治人物。同进士出身。
光绪二十年（1894年），登进士，同年五月，著交吏部掣签分发各省，以知县即用。光绪二十六年（1900年）接替王得庚任华亭县知县一职，1902年由陈镐接任。